# Liste der Kulturgüter in Andermatt
Die Liste der Kulturgüter in Andermatt enthält alle Objekte in der Gemeinde Andermatt im Kanton Uri, die gemäss der Haager Konvention zum Schutz von Kulturgut bei bewaffneten Konflikten, dem Bundesgesetz vom 20. Juni 2014 über den Schutz der Kulturgüter bei bewaffneten Konflikten sowie der Verordnung vom 29. Oktober 2014 über den Schutz der Kulturgüter bei bewaffneten Konflikten unter Schutz stehen.
Objekte der Kategorien A und B sind vollständig in der Liste enthalten, Objekte der Kategorie C fehlen zurzeit (Stand: 1. Januar 2023).

## Kulturgüter
| Foto |                                                                                                | Objekt                                                              | Kat. | Typ | Standort                                 | Beschreibung |
| ---- | ---------------------------------------------------------------------------------------------- | ------------------------------------------------------------------- | ---- | --- | ---------------------------------------- | ------------ |
| ja   | Datei hochladen · Wikidata zu Teufelsbrücke (Q14565076)                                        | Alte und neue Teufelsbrücke KGS-Nr.: 05804                          | A    | G   | Schöllenen 688165 / 166883               |              |
| ja   | Datei hochladen · Wikidata zu Suworow-Denkmal (Q655895)                                        | General-Suworow-Denkmal KGS-Nr.: 05807                              | A    | K   | Schöllenen 688301 / 166875               |              |
| ja   | Datei hochladen · Wikidata zu Wohnhaus (Talmuseum) (Q29527529)                                 | Wohnhaus (Talmuseum) KGS-Nr.: 09748                                 | A    | G   | Gotthardstrasse 113 688564 / 165261      |              |
| ja   | Datei hochladen · Wikidata zu Alte Kirche St. Kolumban (Q29890272)                             | Alte Kirche St. Kolumban KGS-Nr.: 05806                             | B    | G   | Gotthardstrasse 7.1 688480 / 166119      |              |
| ja   | Datei hochladen · Wikidata zu Haus Babylon (Q29890275)                                         | Haus Babylon KGS-Nr.: 05808                                         | B    | G   | Gotthardstrasse 145 688492 / 165252      |              |
| ja   | Datei hochladen · Wikidata zu Katholische Kirche St. Peter und Paul (Q29890279)                | Katholische St. Peter und Paul KGS-Nr.: 05810                       | B    | G   | Kirchgasse 9 688520 / 165399             |              |
| ja   | Datei hochladen · Wikidata zu Maria-Hilf-Kapelle (Q29890277)                                   | Kapelle Maria-Hilf KGS-Nr.: 05811                                   | B    | G   | Mariahilfweg 17.1 688800 / 165329        |              |
| ja   | Datei hochladen · Wikidata zu Rathaus mit Dorfbrunnen (Q29890284)                              | Rathaus mit Dorfbrunnen KGS-Nr.: 05812                              | B    | G   | Gotthardstrasse 74 688574 / 165302       |              |
| ja   | Datei hochladen · Wikidata zu Friedhof mit Grabmälern und Totenkapelle St. Michael (Q29890273) | Friedhof mit Grabmälern und Totenkapelle St. Michael KGS-Nr.: 11347 | B    | G   | Friedhof, Kirchgasse 9.1 688486 / 165413 |              |
| ja   | Datei hochladen · Wikidata zu Nosenhaus (Q29890283)                                            | Nosenhaus KGS-Nr.: 11352                                            | B    | G   | Gotthardstrasse 44 688702 / 165415       |              |
| ja   | Datei hochladen · Wikidata zu Kapelle St. Wendelin (Q29890278)                                 | Kapelle St. Wendelin, genannt Eiskapelle KGS-Nr.: 11353             | B    | G   | Oberalpstrasse 6 688915 / 165559         |              |
| ja   | Datei hochladen · Wikidata zu Kriegskaserne Büel (Q29890281)                                   | Kriegskaserne Büel KGS-Nr.: 11354                                   | B    | G   | Biel 1.3 688161 / 166491                 |              |
| BW   | Datei hochladen · Wikidata zu Mittelalterliche Talkirche St. Kolumban (Q122545858)             | Mittelalterliche Talkirche St. Kolumban KGS-Nr.: 16875              | B    | F   | Gotthardstrasse 688470 / 166115          |              |